# Louis Coste
Pour les articles homonymes, voir Coste.
Jean Louis Antoine Coste, né à Lyon le 2 juin 1784, et mort dans cette même ville le 5 mai 1851, est un bibliophile français. Il a rassemblé une importante bibliothèque dont la section lyonnaise forme aujourd'hui, au sein du fonds Coste, le noyau du fonds local de la bibliothèque municipale de Lyon.

## Biographie

### Le magistrat
Louis Coste poursuit des études de droit à Paris où il soutient sa thèse, le 24 août 1811. Nommé auditeur au Conseil d'État, en août 1810, il entre, l'année suivante, dans l’administration de l’Enregistrement et des Domaines. En 1812, il est envoyé comme commissaire extraordinaire du gouvernement français dans le département des Bouches-du-Weser, où il réprime une grave sédition à Oldenbourg. Il est nommé, le 30 septembre 1814, au siège de magistrat auprès de la cour d’appel de Lyon. Ayant donné sa démission, il est nommé conseiller honoraire, le 19 janvier 1835.

### Sociétés savantes
Louis Coste est, en 1807, l'un des membres fondateurs du Cercle littéraire de Lyon, l'actuelle société d'histoire de Lyon.
Le 12 novembre 1822, il est nommé, par arrêté préfectoral, membre de la commission chargée de rédiger et de publier la statistique du département.
Le 26 avril 1837, il est reçu au nombre des vingt-quatre membres titulaires de la Société des bibliophiles français, fondée à Paris, en 1820 ; il occupe le dixième fauteuil.
En 1841, il est élu associé libre de l’Académie des Sciences, Belles-Lettres et Arts de Lyon.

### Décoration
Le 22 mai 1825, il est élevé au grade de chevalier de la Légion d’honneur.

## Catalogues de vente de la bibliothèque Coste
- Catalogue de la bibliothèque lyonnaise de M. Coste, rédigé et mis en ordre par Aimé Vingtrinier, son bibliothécaire, Lyon, Impr. de L. Perrin, 1853, 2 vol., X, 797 p., portr. en front.
- Catalogue des livres rares et précieux de la bibliothèque de feu M. J.L.A. Coste, conseiller à la cour royale de Lyon ; dont la vente aura lieu le lundi 17 avril 1854 et jours suivants, à 7 heures précises du soir, rue des Bons-Enfants, 28, maison Silvestre [...], Me Bonnefons de Lavialle, commissaire priseur, Paris, L. Potier, P. Jannet, Lyon, A. Brun, 1854 (Paris, Typogr. de F. Didot frères), XII, 24, 386 p.

## Sources et bibliographie
- Charles Fraisse, Notice historique sur J.-L.-A. Coste, publiée par la société littéraire de Lyon, Lyon, L. Boitel, 1851, 24 p.
- F[rançois]-Z[énon]Collombet, "Jean-Louis-Antoine Coste", Revue du Lyonnais, 2e série, t. 2 (1851), p. [432]-433.
- Recueil de pièces concernant la bibliothèque de M. Louis-Antoine Coste, Lyon, A. Vingtrinier, 1855.
- Patrice Béghain, "COSTE Jean-Louis-Antoine", Dictionnaire historique de Lyon, Lyon, Éditions Stéphane Bachès, 2009, p. 342.
- Gérard Bruyère, "Pro Patria colligit : le bibliophile Louis Coste (1784-1851) et sa Bibliothèque lyonnaise", dans Union des sociétés historiques du Rhône, Actes des Journées d’études, XXVI (2013), Caluire-et-Cuire et sa région, [Lyon], USHR, 2013, p. 57-93, [4] ill. en noir.
- Jacques Hochmann et Dominique Saint-Pierre (dir.), « Coste, Louis (1784-1851) », dans Dictionnaire historique des Académiciens de Lyon : 1700-2016, éd. ASBLA de Lyon, mars 2017, 1369 p. (ISBN 978-2-9559-4330-4, présentation en ligne), p. 364-366.